# Antoine Pesne

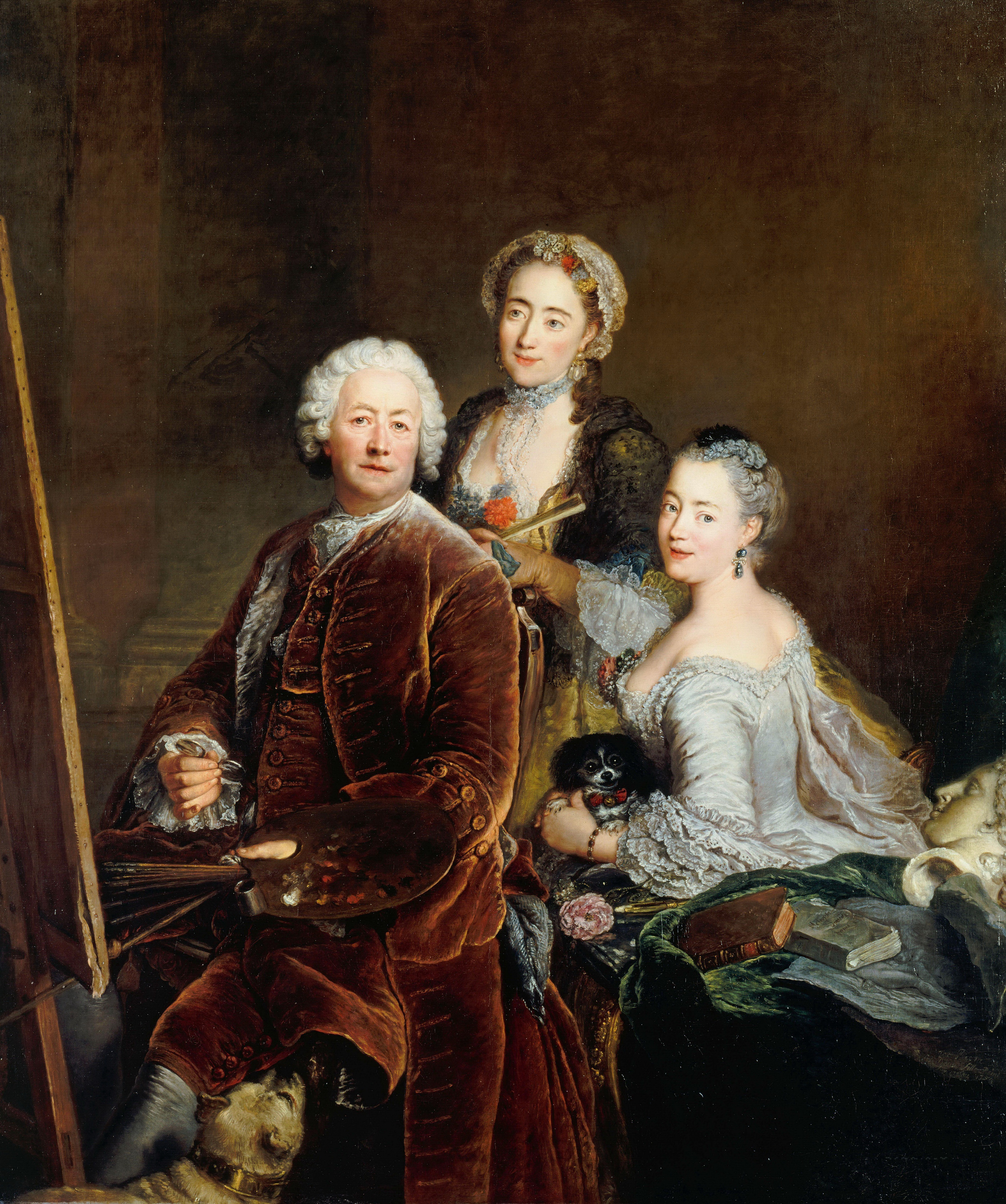
Zelfportret met zijn twee dochters, 1754, Gemäldegalerie, Berlijn

Antoine Pesne (Parijs, 29 mei 1683 - Berlijn, 5 augustus 1757) was een Franse barokschilder uit de Franse School. 

## Biografie
Hij leerde het vak bij zijn vader. Ook zijn oom Charles de La Fosse was kunstschilder. Langzaam bouwde hij een internationale reputatie op en werd hij na vele reizen in 1710 door Frederik Willem I van Pruisen naar Berlijn geroepen om daar hofschilder te worden. Hij schilderde vele portretten  en decoratieve wand- en plafondschilderingen met allegorische en mythologische thema's.
Hij maakte een serie portretten van hofdames van koningin Charlotte en ook een portret van de bekende ballerina Barbara Campanini; dit werk hangt in de bibliotheek van Sanssouci in Potsdam.

## Werk
Zijn portretten zijn bijzonder elegant en verfijnd, wat ook kenmerkend is voor de laatbarok die op dat moment in Europa bloeide. Hij gebruikte veel pastelkleuren en elegante composities.

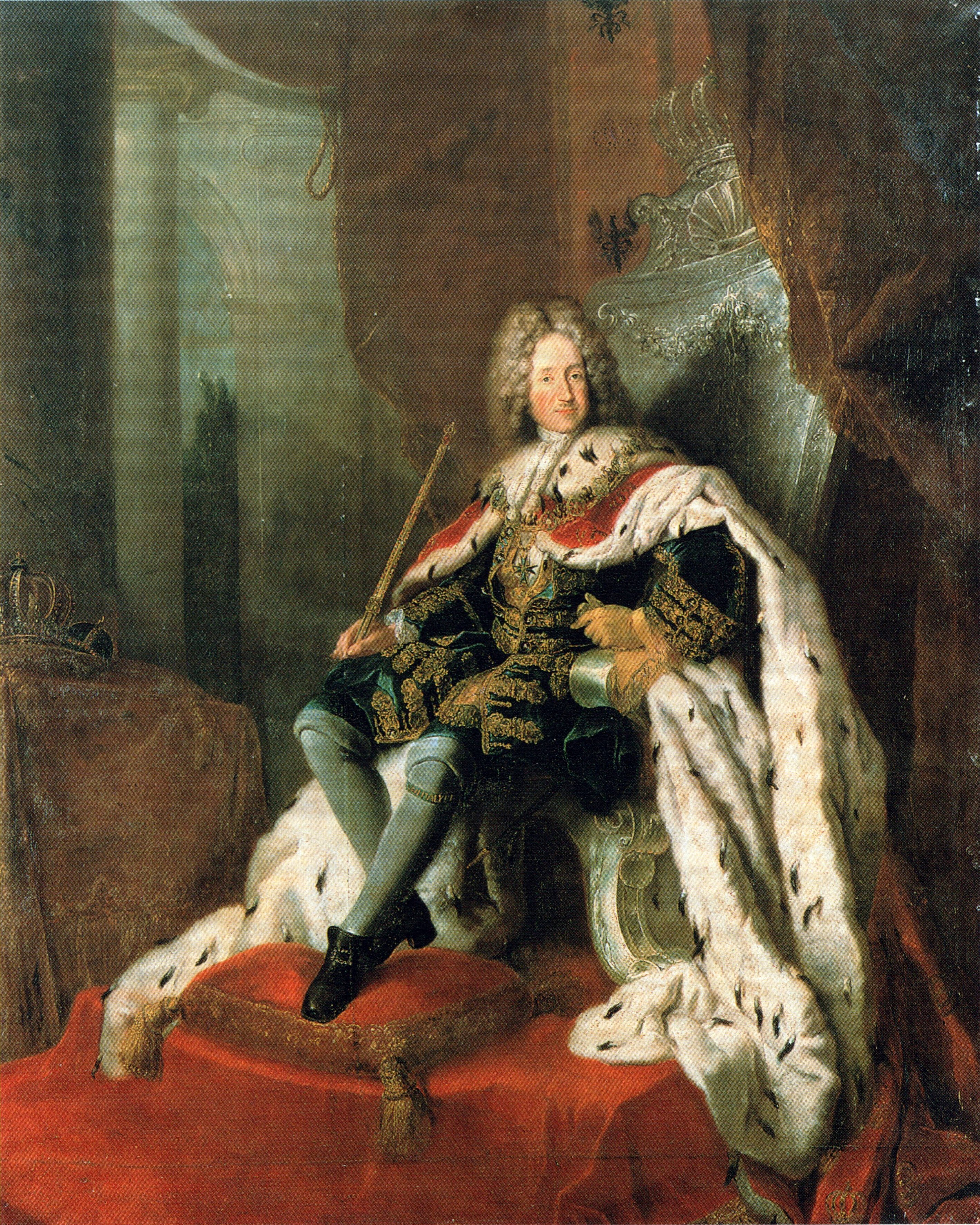
Portret van Frederik I van Pruisen, 1713
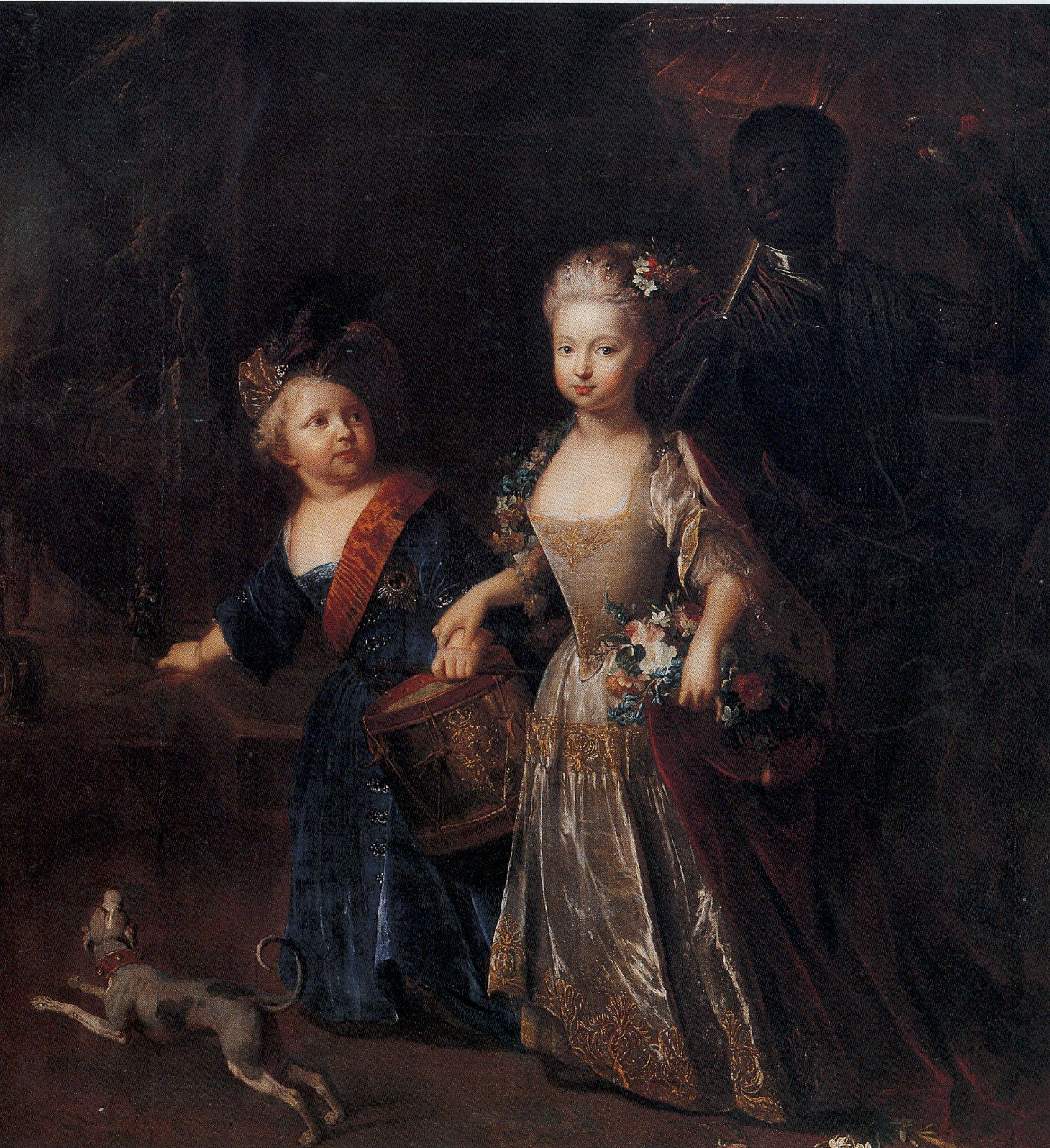
Portet van de Jone Fredrik de Grote en zijn zus Wilhelmina, 1715, Stiftung Preussischer Schlösser und Gärten, Berlijn-Brandenburg
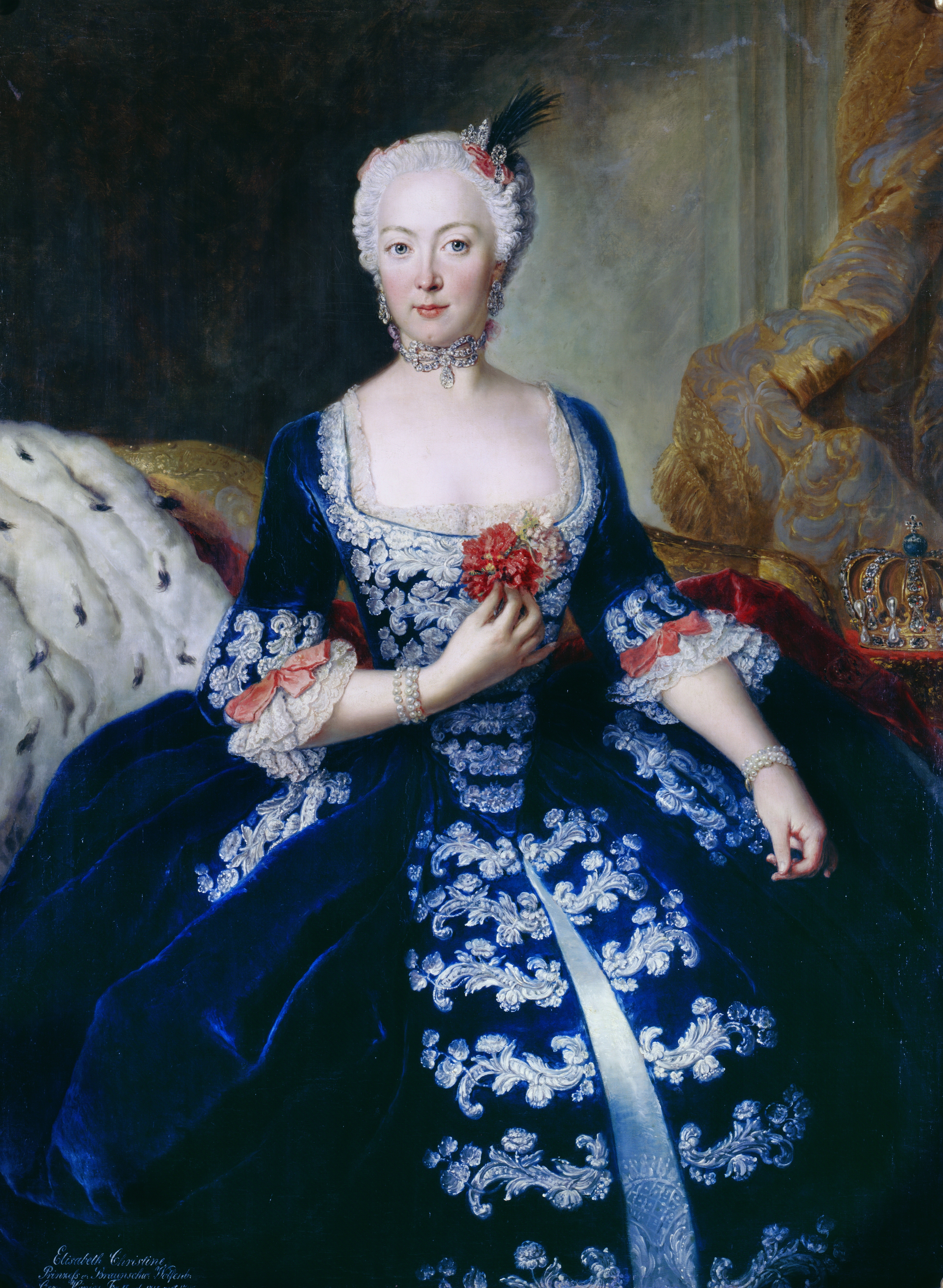
Portret van koningin Elisabeth Christine, ca. 1739, Stiftung Preussischer Schlösser und Gärten, Berlijn-Brandenburg
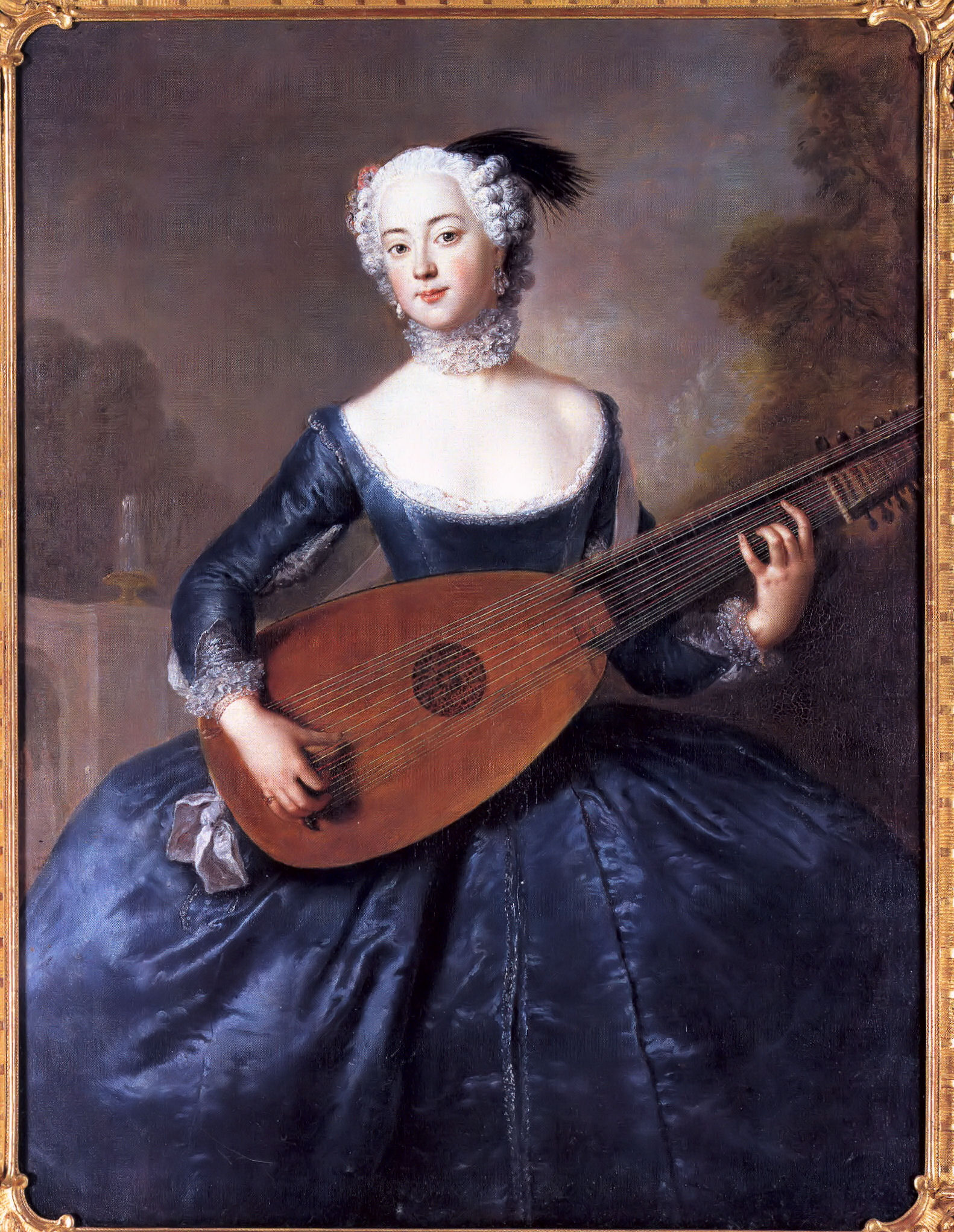
Portret van de Freifrau van Keyserlinck, 1745, Slot Charlottenburg, Berlijn
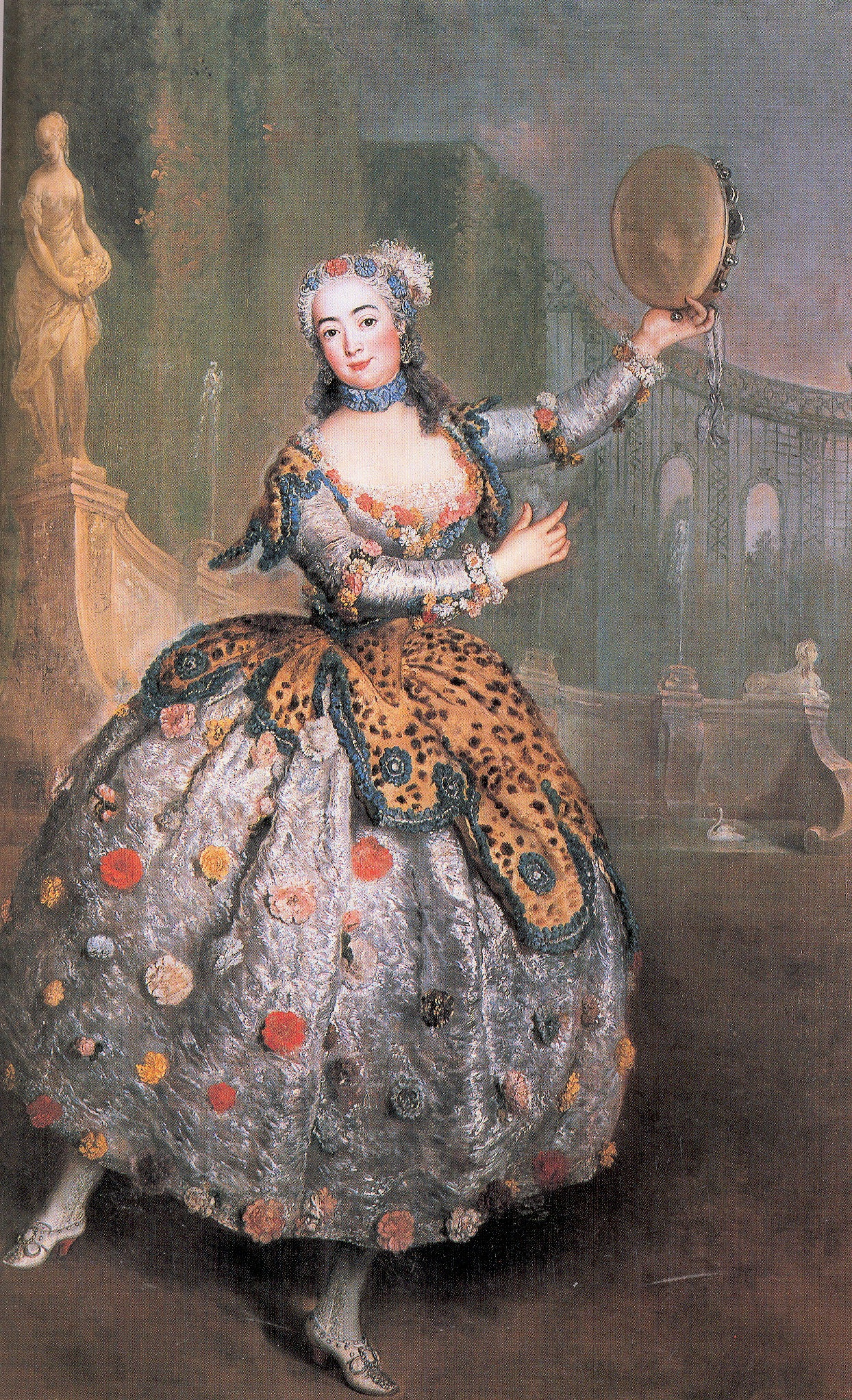
Portret van La Barbarina, ca. 1745, Sanssouci, Potsdam

zie ook: Lijst van schilders uit de Barok
- Biblioteca Nacional de España: XX4939713
- Bibliothèque nationale de France: cb150527458 (data)
- Catàleg d'autoritats de noms i títols de Catalunya: 981058526991606706
- Gemeinsame Normdatei: 118592904
- International Standard Name Identifier: 0000 0001 2025 142X
- KulturNav: e02a8d95-4466-473f-99c6-edf842867ee3
- Library of Congress Control Number: n84159761
- MusicBrainz: 66ac3a62-e562-4eef-974e-8406962a71da
- National Gallery of Victoria: 6339
- Nationale Bibliotheek van Tsjechië: xx0137844
- Nationale Bibliotheek van Polen: a0000002931504
- Nederlandse Thesaurus van Auteursnamen: 072780282
- Réseau des bibliothèques de Suisse occidentale: 02-A006322582
- RKD-Nederlands Instituut voor Kunstgeschiedenis: 62846
- Istituto Centrale per il Catalogo Unico: RMLV053613
- SNAC: w66c0hrj
- Système universitaire de documentation: 070998248
- Union List of Artist Names: 500003171
- Virtual International Authority File: 47048879
- WorldCat: E39PBJfMdPpryhxcxwPhmJMF8C